# Rezzoaglio
Rezzoaglio – miejscowość i gmina we Włoszech, w regionie Liguria, w prowincji Genua.
Według danych na rok 2004 gminę zamieszkiwało 1225 osób, 11,7 os./km².